# Conrado III de Lichtenberg

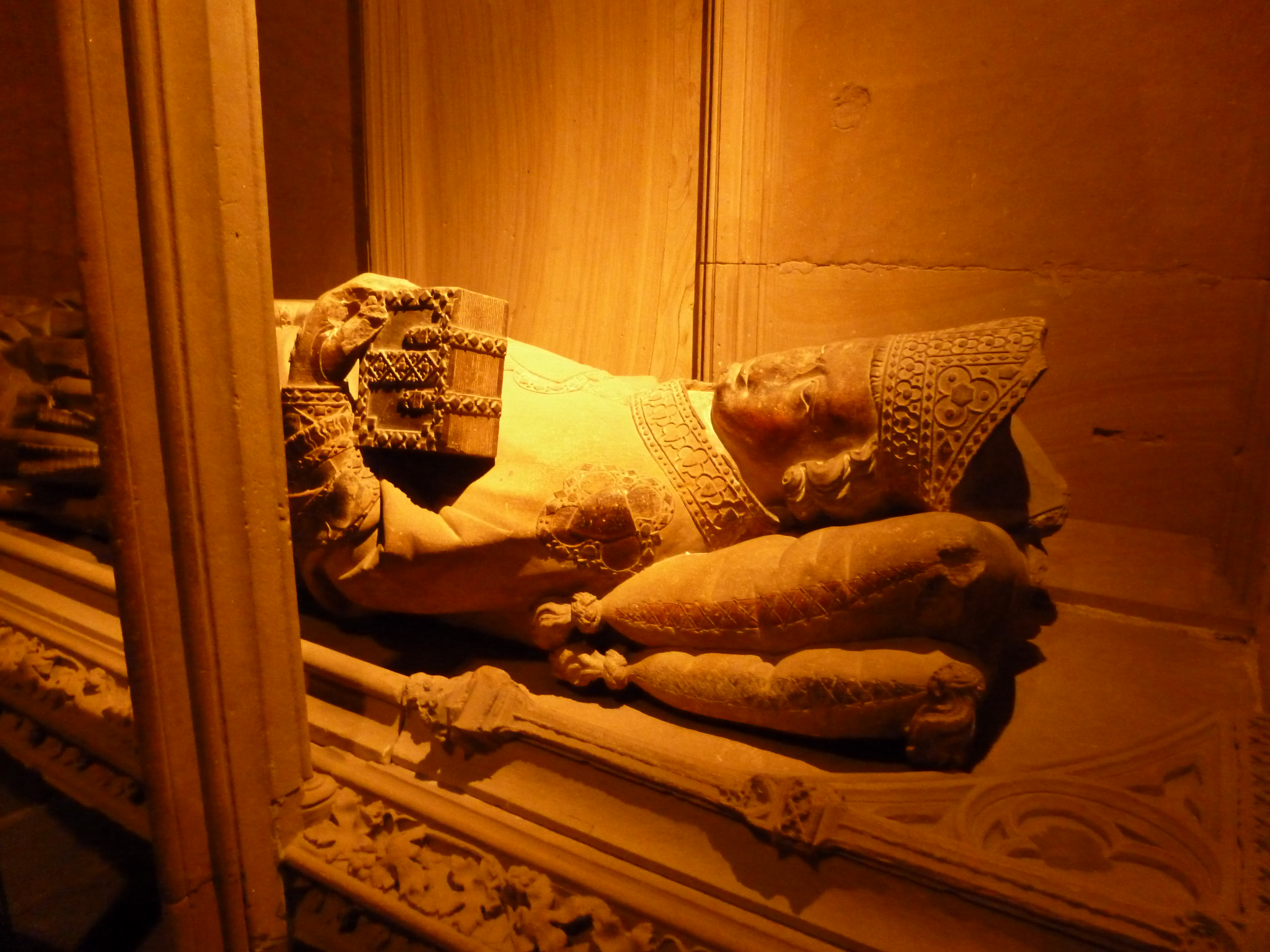
Tumba de Conrado III de Lichtenberg

Conrado III de Lichtenberg (en alemán Konrad III. Von Lichtenberg y en francés Conrad de Lichtenberg) nació alrededor de 1240 en Lichtenberg, una pequeña aldea en el norte de Alsacia. Fue obispo de Estrasburgo. En 1299 ante las puertas de la aldea Betzenhausen una batalla tuvo lugar entre los ciudadanos de Friburgo y las tropas del conde de Friburgo Egino II. Los soldados de Conrado apoyaron a Egino que era su cuñado. El motivo de la batalla fue el mantenimiento de los derechos de los ciudadanos que ganaron. El carnicero Friburgués Hauri hirió gravemente a Conrado que murió poco después. La Cruz del Obispo (en alemán: Bischofskreuz) en Betzenhausen recuerda su muerte.